# العلاقات الإندونيسية الجنوب سودانية
العلاقات الإندونيسية الجنوب سودانية هي العلاقات الثنائية التي تجمع بين إندونيسيا وجنوب السودان.

## مقارنة بين البلدين
هذه مقارنة عامة ومرجعية للدولتين:
| وجه المقارنة                                              | إندونيسيا         | جنوب السودان                  |
| --------------------------------------------------------- | ----------------- | ----------------------------- |
| المساحة (كم2)                                             | 1.90 مليون        | 619.75 ألف                    |
| عدد السكان (نسمة)                                         | 263.99 مليون      | 12.58 مليون                   |
| الكثافة السكانية (ن./كم²)                                 | 138.94            | 20.3                          |
| العاصمة                                                   | جاكرتا            | جوبا                          |
| اللغة الرسمية                                             | اللغة الإندونيسية | لغة إنجليزية                  |
| العملة                                                    | روبية إندونيسية   | جنيه جنوب سوداني، جنيه سوداني |
| الناتج المحلي الإجمالي (بليون دولار)                      | 1.02 تريليون      | 2.90 مليار                    |
| الناتج المحلي الإجمالي (تعادل القوة الشرائية) بليون دولار | 2.85 تريليون      | 22.88 مليار                   |
| الناتج المحلي الإجمالي الاسمي للفرد دولار أمريكي          | 3.35 ألف          | 73                            |
| الناتج المحلي الإجمالي للفرد دولار أمريكي                 | 10.52 ألف         | 2.02 ألف                      |
| مؤشر التنمية البشرية                                      | 0.684             | 0.467                         |
| رمز المكالمات الدولي                                      | +62               | +211                          |
| رمز الإنترنت                                              | .id               | .ss                           |
| المنطقة الزمنية                                           |                   | ت ع م+03:00                   |

## منظمات دولية مشتركة
يشترك البلدان في عضوية مجموعة من المنظمات الدولية، منها:
| علم المنظمة | اسم المنظمة                               | تاريخ انضمام إندونيسيا | تاريخ انضمام جنوب السودان |
| ----------- | ----------------------------------------- | ---------------------- | ------------------------- |
|             | مؤسسة التنمية الدولية                     | 20 أغسطس 1968          | 18 أبريل 2012             |
|             | يونسكو                                    | 27 مايو 1950           | 27 أكتوبر 2011            |
|             | وكالة ضمان الاستثمار متعدد الأطراف        | 12 أبريل 1988          | 18 أبريل 2012             |
|             | الأمم المتحدة                             | 28 سبتمبر 1950         | 14 يوليو 2011             |
|             | الاتحاد البريدي العالمي                   | ?                      | ?                         |
|             | البنك الدولي للإنشاء والتعمير             | 13 أبريل 1967          | 18 أبريل 2012             |
|             | الاتحاد الدولي للاتصالات                  | 1949                   | 3 أكتوبر 2011             |
|             | مؤسسة التمويل الدولية                     | 23 أبريل 1968          | 18 أبريل 2012             |
|             | المركز الدولي لتسوية المنازعات الاستشارية | 28 أكتوبر 1968         | 18 مايو 2012              |
|             | منظمة الشرطة الجنائية الدولية             | 5 أكتوبر 1954          | ?                         |

## وصلات خارجية
- موقع وزارة الخارجية الإندونيسية
- موقع وزارة الخارجية الجنوب سودانية